# Winston Cenac
Winston Cenac (ur. 14 września 1925, zm. 23 września 2004) – polityk Saint Lucia, prawnik.
Pełnił wiele urzędów prawniczych (prokurator generalny, sędzia) na Saint Lucia oraz na Saint Vincent i Grenadynach i na Saint Kitts i Nevis. W 1981 po upadku gabinetu premiera Louisy'ego został z ramienia Partii Pracy nowym szefem rządu, ale ustąpił w styczniu 1982 po serii protestów społecznych.
Jego brat Neville Cenac był ministrem spraw zagranicznych Saint Lucia.